# Resta um
Resta um é um quebra-cabeça no qual o objetivo é, por meio de movimentos válidos, deixar apenas uma peça no tabuleiro.
No início do jogo, há 32 peças no tabuleiro, deixando vazia a posição central. Um movimento consiste em pegar uma peça e fazê-la "saltar" sobre outra peça, sempre na horizontal ou na vertical, terminando em um espaço vazio. A peça que foi "saltada" é retirada do tabuleiro. O jogo termina quando não é mais possível fazer nenhum outro movimento. Nesta ocasião, o jogador ganha se restar apenas uma peça no tabuleiro.

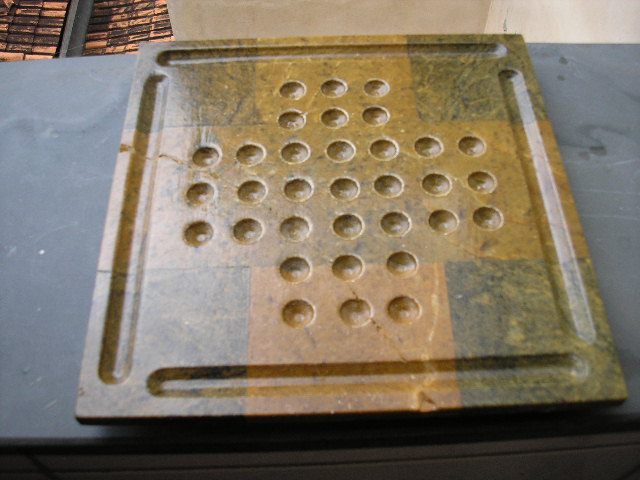
em pedra-sabão

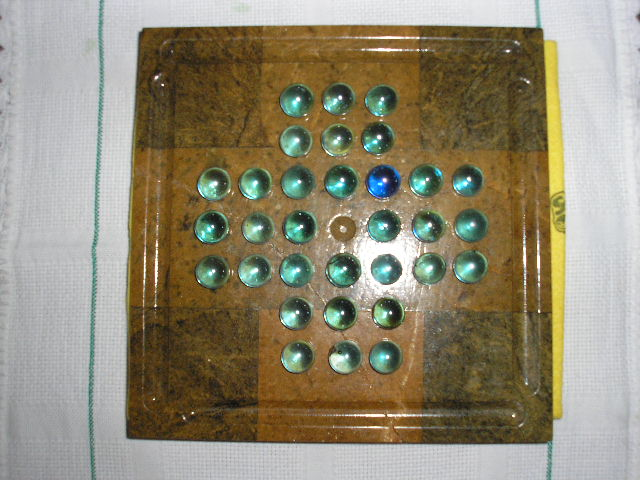
em pedra-sabão